# Ryu Seung-ryong
Ryu Seung-ryong (coreà: 류승룡)  (Corea del Sud, 29 de novembre de 1970) és un actor coreà de teatre i cinema. El 2013 protagonitzà la pel·lícula Miracle in Cell No. 7, la qual esdevingué la tercera pel·lícula sud-coreana amb més vendes.

## Carrera
Ryu Seung-ryong debutà com a actor amb 15 anys a l'escenari d'un musical. Després de debutar a pantalla amb Aneun yeoja (2004) es convertí en un dels més versàtils i confiables actors a Corea del Sud. Una mostra dels diferents papers que ha interpretat al llarg dels anys són: un pare amb discapacitat mental a la commovedora pel·lícula Miracle in Cell No. 7, el d'assessor reial, heo Gyun, a Masquerade, com un policia de l'exèrcit del poble de Corea del Nord a The Front Line, un altiu general de la dinastia Qing a War of the Arrows, un jugador que tem la seva dona a The quiz show scandal, un refinat home gai a Personal Taste, un venjatiu gàngster a Secret, un reporter sobre la pista d'una història a The Recipe, i el protagonista de la versió coreana del flautista d'Hamelí, The Piper.

## Filmografia
| Any  | Títol                         | Paper                 | Notes                               |
| ---- | ----------------------------- | --------------------- | ----------------------------------- |
| 2004 | Someone Special               |                       |                                     |
| 2004 | 1.3.6                         | Ploughman             | curtmetratge Has the Shower Ended?  |
| 2005 | Murder, Take One              | Sung-joon             |                                     |
| 2005 | Good Girl                     | curtmetratge          |                                     |
| 2006 | If You Were Me 2              | Kim Joo-joong         | curtmetratge Someone Grateful       |
| 2006 | Righteous Ties                | Jung Soon-tan         |                                     |
| 2006 | Cruel Winter Blues            | Lee Min-jae           |                                     |
| 2007 | Beyond the Years              | Yong-taek             |                                     |
| 2007 | Hwang Jin-yi                  | Hee-yeol              |                                     |
| 2007 | Eleventh Mom                  | pare de Jae-soo       |                                     |
| 2007 | My Love                       | Jeong-seok            |                                     |
| 2009 | My Girlfriend Is an Agent     | Won-seok              |                                     |
| 2009 | Possessed                     | Detectiu Tae-hwan     |                                     |
| 2009 | Good Morning President        | emissari nord-coreà   |                                     |
| 2009 | Secret                        | "Jackal"              |                                     |
| 2010 | Bestseller                    | Park Young-joon       |                                     |
| 2010 | Loving You Today              | curtmetratge          |                                     |
| 2010 | Blades of Blood               | Noble Jung            |                                     |
| 2010 | The Quiz Show Scandal         | Kim Sang-do           |                                     |
| 2010 | The Recipe                    | Choi Yoo-jin          |                                     |
| 2011 | Battlefield Heroes            | Yeon Nam-geon         |                                     |
| 2011 | Children...                   | Hwang Woo-hyuk        |                                     |
| 2011 | Earth Rep Rolling Stars       | Big (veu)             | pel·lícula animada                  |
| 2011 | The Front Line                | Hyeon Jeong-yoon      |                                     |
| 2011 | War of the Arrows             | Jyuushinta            |                                     |
| 2012 | All About My Wife             | Jang Sung-ki          |                                     |
| 2012 | Masquerade                    | Heo Gyun              |                                     |
| 2012 | Rise of the Guardians         | santa claus (voz)     | pel·lícula animada (doblatge coreà) |
| 2013 | Miracle in Cell No. 7         | Lee Yong-gu           |                                     |
| 2014 | Space Pirate Captain Harlock  | Captain Harlock (voz) | pel·lícula animada (doblatge coreà) |
| 2014 | Rio 2                         | Nigel (voz)           | pel·lícula animada (doblatge coreà) |
| 2014 | The Target                    | Baek Yeo-hoon         |                                     |
| 2014 | The Admiral: Roaring Currents | Kurushima Michifusa   |                                     |
| 2015 | Five Senses of Love           |                       |                                     |
| 2015 | The Piper                     | Woo-ryong             |                                     |
| 2015 | The Sound of a Flower         | Shin Jae-hyo          |                                     |
| 2016 | Seoul Station                 | pare (veu)            | pel·lícula animada                  |
| 2018 | Psychokinesis                 | Suk-hun               |                                     |
| 2018 | Seven Years of Night          | Hyun-soo              |                                     |
| 2019 | Extreme Job                   | cap Go                |                                     |